# بطولة العالم لسباق الدراجات على الطريق 1988
بطولة العالم لسباق الدراجات على الطريق 1988 هي الدورة ال61 من بطولة العالم لسباق الدراجات على الطريق، أجريت في رنز، بلجيكا.

## برنامج المسابقات
رجال
- سباق الطريق ضد الساعة.
- سباق الطريق ضد الساعة للفرق.

سيدات
- سباق الطريق المداري.
- سباق الطريق المداري للفرق.

شبان
- سباق الطريق المداري للشبان.

شابات
- سباق الطريق المداري للشابات.

## النتائج النهائية
| المسابقة              | ذهبية                        | فضية                          | برونزية                       |
| --------------------- | ---------------------------- | ----------------------------- | ----------------------------- |
| الرجال                |                              |                               |                               |
| سباق الطريق ضد الساعة | ماوريتسيو فوندريست (إيطاليا) | Martial Gayant (فرنسا)        | Juan Fernández (إسبانيا)      |
| الفريق البطل          |                              |                               |                               |
| السيدات               |                              |                               |                               |
| سباق الطريق المداري   | جيني لونغو (فرنسا)           | كاثرين مارسال (فرنسا)         | Maria Canins (إيطاليا)        |
| الفريق البطل          | إيطاليا                      | الاتحاد السوفيتي              | الولايات المتحدة              |
| شبان                  |                              |                               |                               |
| سباق الطريق المداري   | Gianluca Tarocco (إيطاليا)   | فاسيلي دافيدينكو (روسيا)      | اليساندرو بيرتوليني (إيطاليا) |
| شابات                 |                              |                               |                               |
| سباق الطريق المداري   | Gitte Hjortflod (DEN)        | Esther van Verseveld (هولندا) | لوت شميت (الدنمارك)           |